# Constantí Diògenes
|  | Per a altres significats, vegeu «Constantí Diògenes (fill de Romà IV)». |

Constantí Diògenes, en grec medieval Κωνσταντῖνος Διογένης, mort l'any 1032, va ser un general de l'Imperi Romà d'Orient de principis del segle xi, que va dur a terme accions bèl·liques importants als Balcans. Va participar amb èxit en els últims episodis de la conquesta de Bulgària sota l'emperador Basili II Bulgaròcton i va ocupar alts càrrecs en aquells territoris, fins que va ser arrestat el 1029, per la seva participació en una conspiració contra l'emperador Romà III. Va ser empresonat i obligat a ingressar en un monestir abans de suïcidar-se el 1032, durant una investigació sobre una nova conspiració. Va ser el pare de l'emperador Romà IV Diògenes.

## Biografia

### General sota Basili II
Constantí Diògenes va ser el primer membre important de la família Diògenes, originaria de Capadòcia, una família que va tenir un paper rellevant al segle xi. Diògenes va començar la seva carrera com a cap d'un tagma (plural tagmata, era una milícia d'elit) sota Basili II, durant les seves campanyes contra els búlgars. L'any 1014, va participar en la decisiva victòria dels romans d'Orient a la batalla de Clídion. Posteriorment, va succeir a Teofilacte Botaniates com a dux de Tessalònica amb el rang de patrici, i amb aquest càrrec era el segon general més important de l'imperi als Balcans, després de David Arianites. Després de la mort del tsar Samuel de Bulgària a l'octubre, Diògenes i Nicèfor Xífies van ser enviats a la regió de Moglena a l'avantguarda de l'exèrcit imperial. Durant la campanya, Diògenes va construir la fortalesa de Milobos.
La conquesta de Moglena es va acabar el 1015 o el 1016. El 1017, Diògenes i David Arianites amb les seves tropes van saquejar la fèrtil plana de Pelagònia, on van capturar nombrosos presoners i bestiar. Poc després, Basili II, va encomanar a Constantí Diògenes la direcció dels tagmata (Domèstic de les escoles) de la Escola occidental i de Tessalònica, amb la missió de perseguir el tsar Ivan Vladislav. El cap búlgar va preparar un parany als seus perseguidors, però Basili II va ser informat a temps i va dirigir les seves tropes en ajuda de Diògenes, dispersant els búlgars.
Després de la mort d'Ivan Vladislav el febrer del 1018, Diògenes va vèncer els darrers vestigis de la resistència búlgara. Va ocupar Sírmium prenent el càrrec de governador (arcont). La seva autoritat s'estenia també a l'estat vassall serbi de Raška. És possible que hagués rebut el títol d'estrateg del tema de Sírmium. Diògenes va rebre l'ordre de Basili II de sotmetre a Sermó, el cap de Sírmium, per consolidar el control romà d'Orient sobre els Balcans del nord. Va convidar Sermó a una reunió a la confluència del Sava i el Danubi, acompanyats cadascun d'ells de tres persones. Amb l'espasa amagada entre la roba, va matar a Sermó i es va dirigir cap a Sírmium amb el seu exèrcit, prenent possessió de la ciutat. L'esposa de Sermó va ser enviada presonera a Constantinoble.
Al voltant del 1022 o potser el 1025, Diògenes va succeir David Arianites com a comandant en cap (strategos autokrator) de la Bulgària conquerida. Amb aquest càrrec va repel·lir una important invasió dels petxenegs el 1027. El mateix any, va haver-se de retirar més cap al sud, cap a Tessalònica, però va mantenir, almenys nominalment, la seva funció de comandant en cap.

### Conspiracions i mort
Diògenes estava casat amb una filla de nom desconegut de Basili Argir, germà de Romà III. L'any 1029 va ser acusat, com altres generals destacats dels Balcans, de conspiració contra l'emperador, al costat de Teodora, emperadriu romana d'Orient. Va ser enviat a l'Orient com a estrateg a la Regió de Tràcia, però tan aviat com es va confirmar la seva participació en la trama, el van obligar a tornar a Constantinoble, on va ser empresonat, colpejat i obligat a desfilar en públic amb els altres conspiradors. Posteriorment, va ser tonsurat i obligat a convertir-se en monjo al monestir d'Estúdion. Teodora també va ser enviada a un convent, però sembla que va continuar les seves conspiracions amb Diògenes, que volia aprofitar l'absència de Romà III, ocupat en campanyes a l'est el 1032, per escapar als Balcans. El metropolità de Tessalònica, Teòfanes, va revelar a Romà la nova trama i els conspiradors van ser arrestats. Diògenes va ser traslladat al Palau de Blaquernes on el va interrogar l'eunuc Joan l'Orfanòtrof, però va preferir suïcidar-se llançant-se des de dalt de la muralla en lloc de revelar els noms dels seus còmplices sota tortura.
Romà IV Diògenes, fill de Constantí Diògenes, va ser un important general abans d'arribar al tron imperial on regnà entre el 1068 i el 1071.